# Новая детская книга
«Но́вая де́тская кни́га»  — ежегодный всероссийский конкурс в области детской и юношеской литературы, один из крупнейших конкурсов такого типа в России.  Учреждён российским издательством детской литературы «РОСМЭН» в 2009 году.
Конкурс проводится с целью привлечь внимание читателей к современной российской детской литературе, открыть для широкой общественности новых талантливых авторов детских книг и дать им возможность опубликовать свои произведения.
Конкурс «Новая детская книга» рассматривает ранее не публиковавшиеся рукописи, написанные на русском языке. Оценку рукописей осуществляет экспертное жюри, состоящее как из ведущих специалистов издательства «РОСМЭН», так и из приглашенных экспертов из числа представителей медиаиндустрии,
Победители и призеры конкурса награждаются специальными призами. Главным призом конкурса «Новая детская книга» является контракт с издательством «РОСМЭН». Независимо от мнения жюри, издательство «РОСМЭН» рассматривает и другие поступившие на конкурс рукописи на предмет возможной публикации.
Конкурс «Новая детская книга» является лауреатом профессиональной премии книжного рынка «Ревизор» в номинации «Лучший проект по продвижению книг и чтения». Многие книги, увидевшие свет благодаря конкурсу «Новая детская книга», были удостоены новых наград и были отмечены такими авторитетными премиями как «BabyНОС», «Книжная премия Рунета», «Золотой Дельвиг», «РосКон», «Еврокон», «Медаль им. Н. В. Гоголя», «Премия им. В.Крапивина» и др.
Конкурс«Новая детская книга»  является рекордным по количеству участников: за 8 лет рассмотрено более 26000 заявок от авторов, присылавших свои работы более чем из 40 стран мира.
С 2014 г. в конкурс введена специальная номинация для художников-иллюстраторов «Новая детская иллюстрация». С победителем номинации издательство "РОСМЭН" заключает контракт на иллюстрирование одной из будущих новинок.
Вокруг конкурса сложилось большое сообщество авторов и иллюстраторов, которые активно поддерживают друг друга

## Сезоны конкурса

### I сезон (2009-2010)
На конкурс было прислано 2915 работ. В финал конкурса вышло 40 рукописей в двух номинациях.
Лауреаты:
- "Детская проза и стихи":

I место – Ирина Наумова, «Господин Куцехвост»
II место – Римма Алдонина, «Два веселых толстяка»
III место – Нина Саранча, «Три метра соленого ветра»
- "Приключения и фэнтези":

I место – Наталья Щерба, «Часовой Ключ для Василисы»
II место – Светлана Дениженко, «Потерянные во времени»
III место – Григорий Рейхтман, «Птичий фургон»
Подробнее о I сезоне

### II сезон (2010-2011)
На конкурс было прислано 1870 работ. В финал конкурса вышло 22 рукописи в двух номинациях.
Лауреаты:
- "Детская сказка":

I место – Дарья Чижевская (Казань, Татарстан),«Делсамонг»
II место – Владимир Меркушев (Самара), «Марсианские кошки»
III место – Лена Арден (Москва), «Сказки волшебного Каштана»
- "Россия. XXI век"

II место – Елена Соловьева (г. Екатеринбург), «Цветник бабушки Корицы»
Подробнее о II сезоне

### III сезон (2011-2012)
На конкурс было прислано 1924 работ. В финал конкурса вышло 20 рукописей в двух номинациях.
Лауреаты:
- "Веселые истории":

I место – Анастасия Орлова (Ярославль), «Обожаю ходить по облакам», «Ниточка»
II место – Валерий Роньшин (Санкт-Петербург), «Сказки про космонавтов»
III место  – Александр Ягодкин (Воронеж), «Про ерша»
- "Оригинальный сюжет":

I место – Юлия и Константин Снайгала (Омск), «Сказки Московского зоопарка»
II место – Евгения Шляпникова (Химки Московской обл.), «Пафнутий и Пряник»
III место  – Наталья Поваляева (Минск, Беларусь), «Рассказы о привидениях»
Подробнее о III сезоне

### IV сезон (2012-2013)
На конкурс было прислано 2465 рукописей. В финал конкурса вышло 19 произведений в двух номинациях.
Лауреаты:
- "Истории сказочные и не только…":

I место – Елена Явецкая и Игорь Жуков (Москва), «БОПСИ! ДОПСИ! ПУМ! Или приключения в стеклянном шаре»
II место – Ирина Краева (Москва), «Колямба, внук Одежды Петровны»
III место  – Юлия Симбирская (Ярославль), «Осенние каникулы»
- "Фантастика. Фэнтези. Приключения":

I место – Александр Андерсон (Эммаус Тверской области), «Алекс и монетки»
II место – Елена Ларичева (Брянск), «Искры и зеркала (Мигрантка)»
III место – Донцова Елена (Гатчина Ленинградской области), «Подменыш»
Подробнее о IV сезоне

### V сезон (2013-2014)
На  конкурс было прислано свыше 4000  работ. В финал конкурса вышло 48 рукописей в пяти номинациях.
Лауреаты:
- "Детские сказки и рассказы":

I место – Юрий Лигун (Днепропетровск, Украина) «Салапапон и Мздыря»
II место – Анастасия Орлова (Ярославль) «Это грузовик, а это прицеп»
III место  – Валерий Роньшин (Санкт-Петербург ) «Про Вовку Морковкина»
- "Воспитание чувств":

I место – Нина Дашевская (Москва) «Около музыки»
II место – Юлия Венедиктова (Анжеро-Судженск, Кемеровская область) «Армас. Зона надежды»
III место  – Богатырёва Татьяна (Санкт-Петербург) «День матери»
- "Non-fiction":

I место – Ая эН (Москва) «Мозговыносилки»
II место – Николай Голь (Санкт-Петербург) «Жизнь замечательных растений»
III место  – Марина Дороченкова и Анна Кравчук (Смоленск) «Мы живем в музее»
- Специальная номинация "Волшебный фонарь":

II место – Александр Молчанов «Экспедиция»
II место – Александр Егоров (г. Санкт-Петербург) «Максим и Марсик»
- Специальная номинация "Рассказы и сказки о животных и природе":

I место – Лесник (Анатолий Орлов, с. Огоньки Анивского района Сахалинской области) «Кабаржонок Пим»
II место  — Олег Бундур (Кандалакша Мурманской области) «В гостях у белого медведя»
III место  — Sonia Saarvi (Софья Яковлева, Москва) «Мы и большущее озеро»
Подробнее о V сезоне

### VI сезон (2014-2015)
На конкурс было прислано 5327 работ. В финал конкурса вышли 30 рукописей и работ художников-иллюстраторов в трех номинациях.
Лауреаты:
- "Детские стихи и сказки":

I место – Никольская Анна (Барнаул). «Марта и фантастический дирижабль»
II место – Симбирская Юлия (Ярославль). «В животе у моря»
III место  – Понорницкая Илга (Чебоксары). «Наша Земля — дышит»
- "Мир фэнтези":

I место – Мерзлякова Екатерина (Москва). «Разрушитель»
II место – Вологжанина Алла (Москва). «Детеныш. Волки на Тропе Луны»
III место  – Потёмкин Сергей (Корсаков). «Законодержец»
- "Новая детская иллюстрация":

I место – Третьякова Елизавета (Москва). «Куда идет снег»
II место – Козлов Валерий (Москва). «Надоело быть цыпленком»
III место  – Михайлян Иванна (Киев). «Волшебная лавка»
Подробнее о VI сезоне

### VII сезон (2015-2016)
На конкурс было прислано 3150 заявок из более чем 40 стран мира. В финал конкурса вышли 40 заявок.
Лауреаты:
- "Внеклассные истории" (прозаические произведения для детей от 6 до 10 лет)

I место – Татьяна Русакова (Россия, г. Новосибирск). «Фея Бориса Ларисовна»
II место – Юрий Никитинский (Украина, г. Киев). «Вовка, который оседлал бомбу»
III место – Анна Ремез (Россия, г. Санкт-Петербург). «Шоколадный хирург и другие истории»
- "Мир фэнтези" (прозаические произведения для детей от 10 до 16 лет)

I место – Мила Юрина (Россия, пос. Октябрьский) за произведение «Макабр»
II место – Евгений Рудашевский (Россия, г. Москва) за произведение «Земли Эрхегорда»
III место – Алека Вольских (Россия, г. Симферополь) за работу «Мироискатели. Паутина Старого Города»
- Специальная номинация "Родная природа" (прозаические произведения для детей от 5 до 10 лет)

I место – Анастасия Строкина (Россия, г. Москва) за работу «Совиный волк Бубо»
II место – Михаил Пегов (Россия, г. Нижний Новгород) за работу «Где кикимора живет»
III место – Дмитрий Ищенко (Россия, г. Мурманск) за работу «В поисках мальчишеского бога»
- "Новая детская иллюстрация" (современные иллюстрации к произведениям для детей от 2 до 12 лет)

I место – Инна Папоротная (Беларусь, г. Гродно). Работы «Ванна», «Семейство коала», «Дракон комодо», «Улитка»
II место – Алексей Черепанов (Украина, г. Харьков). Работы «Сказки дядюшки Римуса», «Ветер в ивах»
III место – Вадим Бутаков (Россия, г. Москва). Работы «Улитка», «Умный кролик», «Бездомная лягушка», «Кролики и ролики»
Подробнее о VII сезоне

### VIII сезон (2016-2017)
Инфографика со статистикой сезона
В VIII сезоне конкурса были рассмотрены 4932 заявки. В финал вышла 31 работа в трех номинациях.
Лауреаты:
- «Стихи и сказки для самых маленьких» (прозаические и/или поэтические произведения для детей с рождения до 5 лет)

I место: Анна Анисимова (Россия, г. Санкт-Петербург) за работы «Капитан Борщ», «У фургона — хвост!», «Бабушка Луна»
II место: Надежда Шемякина (Украина, г. Киев) за произведение «Вовка, который оседлал бомбу»
II место: Елена Фельдман (Россия, г. Москва) за произведение «Купите дракона!»
III место: Мария Евсеева (Россия, г. Нововоронеж) за произведение «Моя мама – маленькая»
- «Мир фэнтези» (прозаические произведения для детей от 10 до 16 лет)

I место: Диана Ибрагимова (Россия, Башкортостан, с. Маячный) за произведение «Дети черного солнца»
II место: Любовь Романова (Россия, г. Москва) за произведение «Верояторы. Говорящая с Городом»
III место: Елена Донцова (Россия, г. Гатчина) за произведение «Девочка, которая спит»
- «Новая детская иллюстрация» (специальная номинация для иллюстраторов произведений для детей от 2 до 12 лет)

I место: Анна Павлеева (Россия, г. Москва)
II место: Наталия Штефан (Россия, г. Москва)
III место: Эмма (Россия, г. Петрозаводск)
Подробнее о VIII сезоне

### IX сезон (2017-2018)
Инфографика со статистикой сезона
В IX сезоне конкурса рассмотрены 2670 заявок. В финал вышли 30 работ в трех номинациях.
Лауреаты:
- «Для тех, кому за шесть» (прозаические произведения для детей от 6 до 10 лет)

I место: Александра Можгина (Латвия, г. Лиепая) за произведение «Веселые истории, леденящие душу»
II место: Лариса Романовская (Россия, г. Москва) за произведение «Зверь Евсей»
III место: Ксения Горбунова (г. Луганск) за произведение «Лохматым и зубастым не входить»
- «Фэнтези. Мистика. Триллер» (прозаические произведения для детей от 10 до 16 лет)

I место: Марина Ясинская (Канада, г. Эдмонтон) за произведение «Авионеры: Сердце летного камня»
II место: Татьяна Мастрюкова (Россия, г. Москва) за произведение «Болотница»
III место: Ксения Сергеева (Украина, г. Киев) за произведение «Пустогрань»
- «Дизайн детской книги PRO» (профессиональные авторские макеты разворотов и обложек книг для детей от 2 до 12 лет)

I место: Наталья Шило (Белоруссия, г. Гродно) за дизайн книги Ю. Барановской «Драконы планеты Ус»
II место: Светлана Махрова (Россия, г. Москва) за дизайн книги М. Яснова «Ничего страшного»
III место: Павел Клементьев (Россия, г. Ульяновск) за дизайн книги С. Жданова «Ура! Детвора!»
Подробнее о IX сезоне

### X сезон (2018-2019)
Инфографика со статистикой сезона
- «Истории для самых маленьких» (короткие цельные произведения для детей до 5 лет)

I место: Валентина Дёгтева (Россия, г. Москва) за произведение «Улиткины, Вперёд»
II место: Мария Евсеева (Россия, г. Нововоронежск) за произведение «Макс-Шмякс»
III место: Диана Островерхова (Россия, г. Москва) за произведение «Би, Бо, Бу, Бибиди или приключения Боба в Стране похищенных снов»
- «Young Adult: Триллер. Мистика. Хоррор» (прозаические произведения для молодежи от 16 лет)

I место: Анна Пляка (Россия, г. Ростов-на-Дону) за произведение «Между нами только Дождь. Снаружи»
II место: Оксана Заугольная (Россия, г. Санкт-Петербург) за произведение «Бес порядка»
III место: Ольга Апреликова (Россия, г. Санкт-Петербург) за произведение «Мурка: любая реальность»
- «Новая детская иллюстрация» (иллюстрации к ограниченному списку детских произведений, опубликованному на сайте конкурса)

I место: Коротаева Мария (Белоруссия, г. Минск)
II место: Бетева Маша (Россия, г. Москва)
II место: Кендель Анна и Варвара (Россия, г. Санкт-Петербург)
III место: Акимова Наталья (Россия, г. Москва)
Подробнее о X сезоне

## Жюри
Конкурс поддерживают известные писатели, эксперты в области литературы, искусства, кино- и медиаиндустрии, известные медийные персоны, профессионалы книжного и издательского рынка. В разные годы членами жюри были:  Марина Дружинина,  Сергей Серёгин, Владимир Грамматиков, Екатерина Стриженова, Ирина Муромцева, Марина и Сергей Дяченко, Юнна Мориц, Тутта Ларсен, Ольга Шелест, Ирина Хакамада, Татьяна Лазарева, Александр Набоков, Дмитрий Емец, Вадим Челак, Сергей Белоголовцев, Михаил Шац, Борис Бурда, Юрий Нечипоренко, Эдуард Назаров, Николай Маковский, Дмитрий Ловейко, Сергей Мартынов, Андрей Максимов, Марина Москвина, Михаил Яснов, Наталья Кочеткова, Хелависа, Анастасия Архипова, Евгений Подколзин, John Patience, Виктория Фомина, Валерий Гольников

## Церемония награждения
По традиции, конкурс «Новая детская книга» ежегодно подводит итоги на официальной церемонии награждения в  сентябре. C 2013 года церемония проходит в Российской государственной детской библиотеке в Москве.

## Книги конкурса
По условиям конкурса, авторы рукописей, занявших первые места в каждой из основных номинаций, получают право на заключение контракта на издание этих текстов в "РОСМЭНе". Иллюстраторы, победившие в своей номинации, приглашаются для создание иллюстраций к одной из будущих книг издательства. За прошедшие годы по итогам конкурса вышло более 80 наименований книг, дан старт успешным фэнтези-сериям. Самые яркие книги последних лет:

### Для детей до 5 лет
- Орлова Анастасия. «Это грузовик, а это прицеп» (илл. Ольги Демидовой).

По мнению литературных критиков, в лице Анастасии Орловой «материнская поэзия обрела новое молодое имя». Каждая ее новая книга становится событием в детской литературе, ее стихи отмечены наградами почти всех российских литературных премий.
Книга «Это грузовик, а это прицеп» — не сборник стихов, это история в прозе для самых маленьких. История о том, как грузовик и его друг, непоседливый прицеп, трудятся с утра до ночи, развозя разные грузы.Хотя, конечно, называть эту историю прозаической можно весьма условно. Книга наполнена внутренней динамикой, слаженным ритмом, звукоподражаниями и языковой игрой, свойственными хорошим детским стихам.
- Симбирская Юлия. «Зося – маленькая белка» (илл. Светланы Емельяновой).

Книжка-картинка для малышей о белочке, живущей в большом городском парке и ищущей друзей. Истории о Зосе, такие же маленькие, как и она сама, написала Юлия Симбирская, чьи произведения любят и ценят и мастера жанра, и критики, и родители, и дети. Перемежая прозу и стихи, Юлия трогает какие-то особые, чувствительные струны в сердцах своих читателей. Читая или слушая их, взрослые могут, как та сосна, вспомнить, какими маленькими они были когда-то, а малыши – искренне рассмеяться, как будто их щекочет смешная Зосина лапка.

### Для семейного чтения с детьми до 10 лет
- Никольская Анна «Марта и фантастический дирижабль» (илл. Валерия Козлова).

Трогательная история Анны Никольской об одиночестве, дружбе и поиске себя упакована в динамичный сюжет приключенческой повести с привлечением комических персонажей, уморительных диалогов и неожиданных развязок. Анна Никольская - победитель VI сезона конкурса. Валерий Козлов - призер в номинации «Новая детская иллюстрация» того же сезона.
- Симбирская Юлия. «Муравей в моей руке» (илл. Светланы Емельяновой)

Можно ли законсервировать лето? Юлия Симбирская, детский писатель из Ярославля, сделала именно это. Ее книга «Муравей в моей руке», вышедшая в издательстве «РОСМЭН», – самый настоящий концентрат летнего счастья. С этими стихами Юлия стала призером VI сезона литературного конкурса «Новая детская книга». Сборник очаровал не только жюри конкурса, но и журналиста и литературного критика Наталью Ломыкину, которая в своем очень искреннем отзыве написала: «Думаю, вам, как и мне, стихи из «Муравья в моей руке» придется читать вслух снова и снова — дети обязательно попросят. Юлия буквально в нескольких строчках рассказывает истории, образно и очень здорово».
- Лазаренская Майя. «Троянский кот» (илл. Елизаветы Третьяковой)

Майя Лазаренская - детский писатель из Москвы, финалист конкурса "Новая детская книга". Елизавета Третьякова - художник, иллюстрацтор, победитель номинации «Новая детская иллюстрация» VI сезона конкурса.
Итак, перед нами настоящий детский детектив с удивительными локациями, героями и происшествиями. Обычно, когда пишут о взрослых книгах употребляют словосочетание: «держит в напряжении». Для детской литературы это спорный термин, но от книги Майи Лазаренской невозможно оторваться и двенадцать глав с небольшим предисловием и эпилогом захватят детей и взрослых целиком. Книга одинаково хороша как для совместного семейного чтения, так и для самостоятельного детского погружения во всё то, что происходит в кафе «Марципановый кот» на Маслёновой улице.
- Лаврова Светлана. «Собака Фрося и ее люди» (илл. Инны Папоротной)

Многие собаки удостоились чести быть увековеченными в книгах. Овчарки, сенбернары, колли, скотчтерьеры и пудели, даже совсем беспородные дворняжки часто становятся литературными героями. Чего не скажешь о бассетах. Это ужасно несправедливо! Ведь собаки этой породы невероятно умны, благородны и обладают жизнерадостным характером. Спасибо Светлане Лавровой за то, что написала о жизни Фроси – удивительной, аристократичной, образованной и обаятельной собаки породы бассет. И еще одно спасибо мы скажем Инне Папоротной, художнику, победителю номинации «Новая детская иллюстрация» в конкурсе «Новая детская книга», за яркие образы и передачу искрящегося настроения этой чудесной истории.
- Русакова Татьяна. «Фея Бориса Ларисовна» (илл. Ирины Кондрашовой)

Рукопись Татьяны Русаковой о весенней четверти из жизни первого «А» обычной школы и о ее главном непоседе и мечтателе Юньке Лутикове завоевала сразу три награды на «Новой детской книге-2016», став лучшим произведением в номинации «Внеклассные истории» не только по мнению жюри, но и по версии читателей в открытом читательском голосовании, а также библиотекарей. Взрослые читатели особенно отмечали, что героям этих рассказов хочется верить.
- Строкина Анастасия. «Совиный волк» (илл. Ирины Галкиной)

Эта рукопись заняла первое место в специальной номинации "Родная природа" в VII сезоне конкурса "Новая детская книга". Анастасия написала трогательную повесть о жизни на Крайнем севере, о полярной ночи, холоде и одиночестве и о том, как найти в своем сердце любовь к этому пустынному краю.
Тема возвращения к истокам, своим корням – важнейшая в книге, а проблема самоидентификации – постоянная в творчестве поэта и переводчика Строкиной. А еще тема одиночества, обретения Учителя и прощание с ним. Таким Учителем-философом-другом стал волк Бубо, воображаемый, при этом – абсолютно настоящий. Беседы с Учителем как жанр, как литературная традиция. Сказка? Несомненно. Но как в нее вплетается действительность, порой страшная, как затопленная в Карском море у северо-восточного побережья архипелага Новая Земля на входе в залив Степового подводная лодка К-27. Детская? Трудно ответить на этот вопрос, как невозможно сказать, в каком возрасте надо читать «Маленького принца». Детской книгу отчасти делают рисунки Ирины Галкиной. Книга поэтична, каждая фраза отточена и афористична: «Самое главное, что нужно о нем знать, – он северный и умный. Я даже не пойму, чего в нем больше – севера или ума» (характеристика волка), с которым девочка расстается в финале.

### Для читателей от 12 лет
- Щерба Наталья. «Часодеи»

Фэнтези-серия о мире, в котором есть особые люди, умеющие управлять временем. С рукописью первой книги (тогда она называлась «Часовой ключ для Василисы») Наталья Щерба победила в I сезоне конкурса «Новая детская книга». С тех пор в серии вышло 6 книг, которые регулярно переиздаются. Серия завершена.
- Гаглоев Евгений. «Зерцалия»

Фэнтези о мире, где зеркала служат порталами в параллельный мир. Евгений Гаглоев - финалист конкурса, его цикл «Зерцалия» - один из самых популярных у читателей-подростков. В серии вышло 7 книг. Действие всех книг, написанных Евгением в жанре фэнтези («Зерцалия», «Зерцалия. Наследники», «Пардус», «Пандемониум»), происходит в вымышленном городе Санкт-Эринбурге. В декабре 2017 года был запущен сайт «Полуночный экспресс» - «городская электронная газета», посвященная событиям Санкт-Эринбурга. Серия завершена
- Соболь Екатерина. «Дарители»

Квестовое фэнтези о мире, где когда-то все жители обладали различными дарами (не обязательно магическими), которые давало им Сердце Волшебства. А затем оно погасло и люди забыли, каково это - уметь создавать что-то необычное, творить новое. Рукопись первой книги (первое название «Разрушитель») заняла первое место в VI сезоне конкурса «Новая детская книга». В серии 5 книг, серия завершена.
- Нокс Мила. «Макабр»

Темное фэнтези о мире, где Макабр – это великая игра с самой Смертью. Раз в столетие тот, кто выигрывает соревнование живых и мертвых, получает право открыть дверь в мир, где можно исполнить любое свое желание. Рукопись первой книги стала победителем VII сезона. В серии 3 книги, она завершена.

### Для читателей от 14 лет
- Рудашевский Евгений. «Эрхегорд»

Фэнтези-трилогия, роман-путешествие. Евгений Рудашевский - призе VII сезона конкурса. «Эрхегорд» - его первая работа в жанре фэнтези. Планируется трилогия, серия продолжается.
Если ставить оценку первой книге — это качественное фэнтези, по проработанности мира и слогу на голову выше очень многих. Отличный старт. Чтобы жанр шагнул дальше, чтобы появились шедевры, таков должен быть средний уровень книг в подростковом фэнтези. Но увы, сегодня это исключение, а не правило.
- Ибрагимова Диана. «Сетерра»

Темное фэнтези о мире планеты Сетерры, где раз в три дня происходят затмения и Черное солнце испепеляет всех, кто не успеет укрыться. В этом мире в дни затмений рождаются особые дети, наделенные таинственными Целями. Эти дети олицетворяют различные уязвимые чувства, от которых давным-давно отказались жители планеты Сетерра. Тем из них, кому посчастливилось избежать участи всех «порченных» детей (то есть, смерти в десятилетнем возрасте), суждено изменить этот жестокий мир.
Рукопись Дианы Ибрагимовой (под названием «Дети Черного солнца») выиграла VIII сезон конкурса. Планируется трилогия. Серия продолжается.